# Ophiusa alticola
Ophiusa alticola là một loài bướm đêm thuộc họ Erebidae. Nó được tìm thấy ở Ấn Độ.